# Zarqa

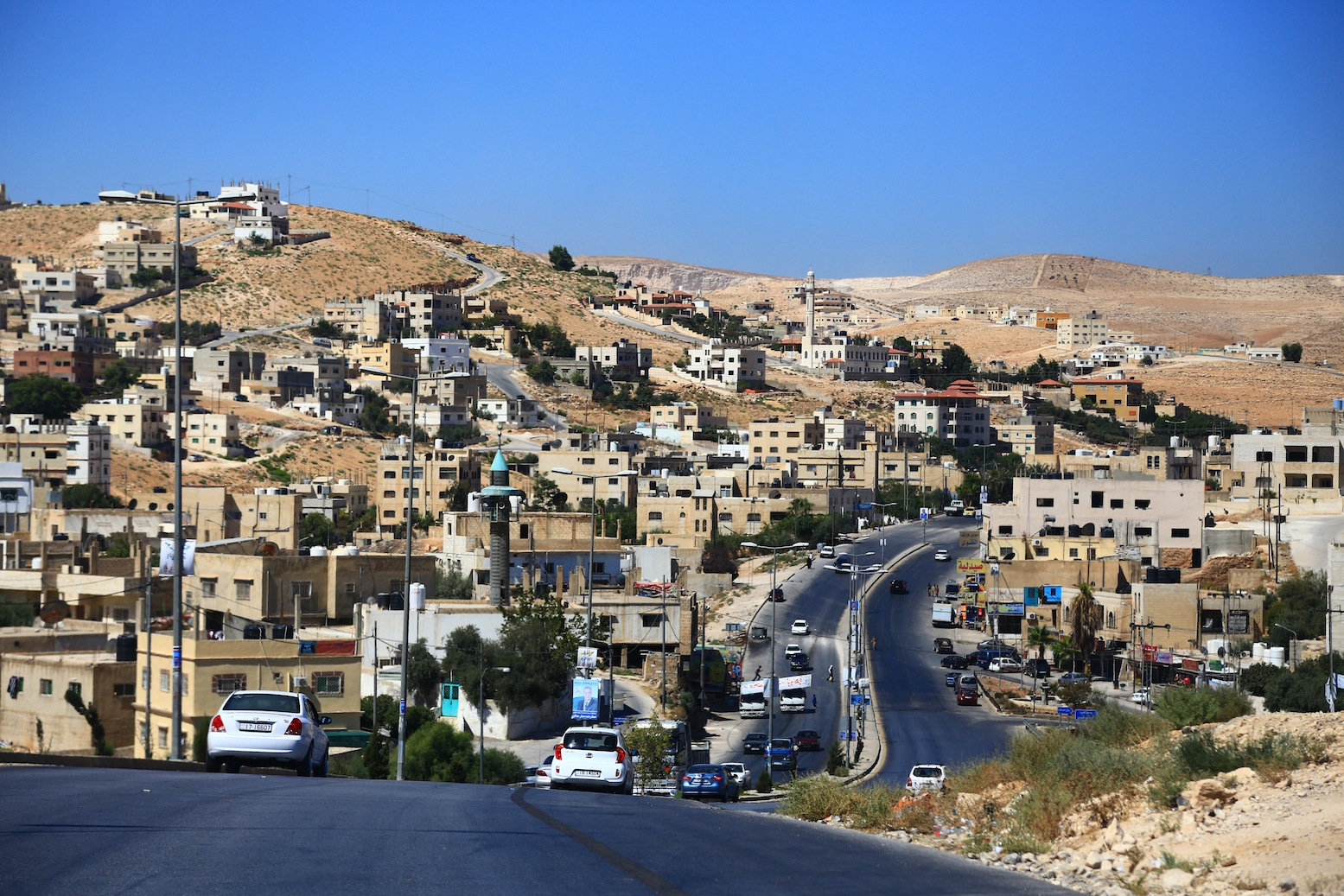
Az-Zarqa

Zarqa(em árabe: الزرقاء) ou Az Zarqāʼ;  é uma cidade da Jordânia, localizada a nordeste da capital, Amman. Com uma população de aproximadamente 440 mil habitantes, é a terceira maior cidade do país, depois de Amman e Irbid. Zarqa é a capital do Governorado de Zarqa.
Zarqa é um importante centro industrial da Jordânia, com aproximadamente 50% das fábricas no país. O crescimento da indústria é resultado de sua proximidade com a capital. A cidade foi fundada por imigrantes vindos da região do Mar Cáspio, no início do século XX.